# فاليري سانو
فاليري سانو (بالفرنسية: Valéry Sanou)‏ هو لاعب كرة قدم مالي في مركز الوسط، ولد في 19 ديسمبر 1989 في واغادوغو في بوركينا فاسو. لعب مع إيتوال فيلانتي واغادوغو وموانغتونغ يونايتد ونادي ياداناربون.